# 約瑟·瓦倫
約瑟·瓦倫（英語：Joseph Warren，1741年6月11日—1775年6月17日）醫生，是美國獨立戰爭初期麻薩諸塞州反叛者的重要領袖。
瓦倫生於1741年6月11日麻薩諸塞州洛斯貝利，在哈佛學院讀醫畢業。瓦倫很早便投身政治，參與麻薩諸塞的地區委員會，並與自由之子領袖約翰·漢考克及塞繆爾·亞當斯等結為摰友。
波士頓大屠殺後，瓦倫有份撰寫反英文章，亦鼓吹抵制《強制法案》。列星頓和康科德戰役前夕，瓦倫從線報（可能是北美英軍總司令托馬士·蓋奇的妻子）得悉英軍即將出動，請保羅·列維爾等人星夜通報，使民兵早作預備。戰事爆發後瓦倫協助威廉·海夫（William Heath）召集民兵到劍橋伏擊英軍。波士頓之圍開始後，瓦倫在麻薩諸塞地區議會亦有重要影響力，在安全委員會與民兵總司令亞提馬斯·華德（Artemas Ward）將軍共同籌劃軍務。
1775年6月14日瓦倫獲議會任命為少將，但他在正式接納軍銜前，便自告奮勇充任步兵，帶領援軍增援查爾斯鎮，結果在邦克山戰役撤退階段時遭英軍殺死。
瓦倫的幼弟約翰·瓦倫也參與了邦克山戰役，擔任軍醫，後來創辦了哈佛醫學院。